# Parcul Național Domogled - Valea Cernei
Parcul Național Domogled - Valea Cernei este o arie protejată de interes național ce corespunde categoriei a II-a IUCN (parc național, zonă specială de conservare), situat în partea sud-vestică a României, pe teritoriile județelor Caraș-Severin, Mehedinți și Gorj.

## Localizare
Aria naturală se află în partea central-estică a județului Caraș-Severin (pe teritoriile administrative ale comunelor: Cornereva, Mehadia, Teregova, Topleț și  Zăvoi și al orașului Băile Herculane), cea nord-vestică a județului Gorj (pe teritoriul comunei Padeș și al orașului Tismana) și în cea nord-estică a județului Mehedinți (pe teritoriile comunelor: Balta, Isverna, Obârșia-Cloșani și Podeni) și urmează a fi străbătută de drumul național 66 A, pentru a lega județele Hunedoara și Caraș Severin.

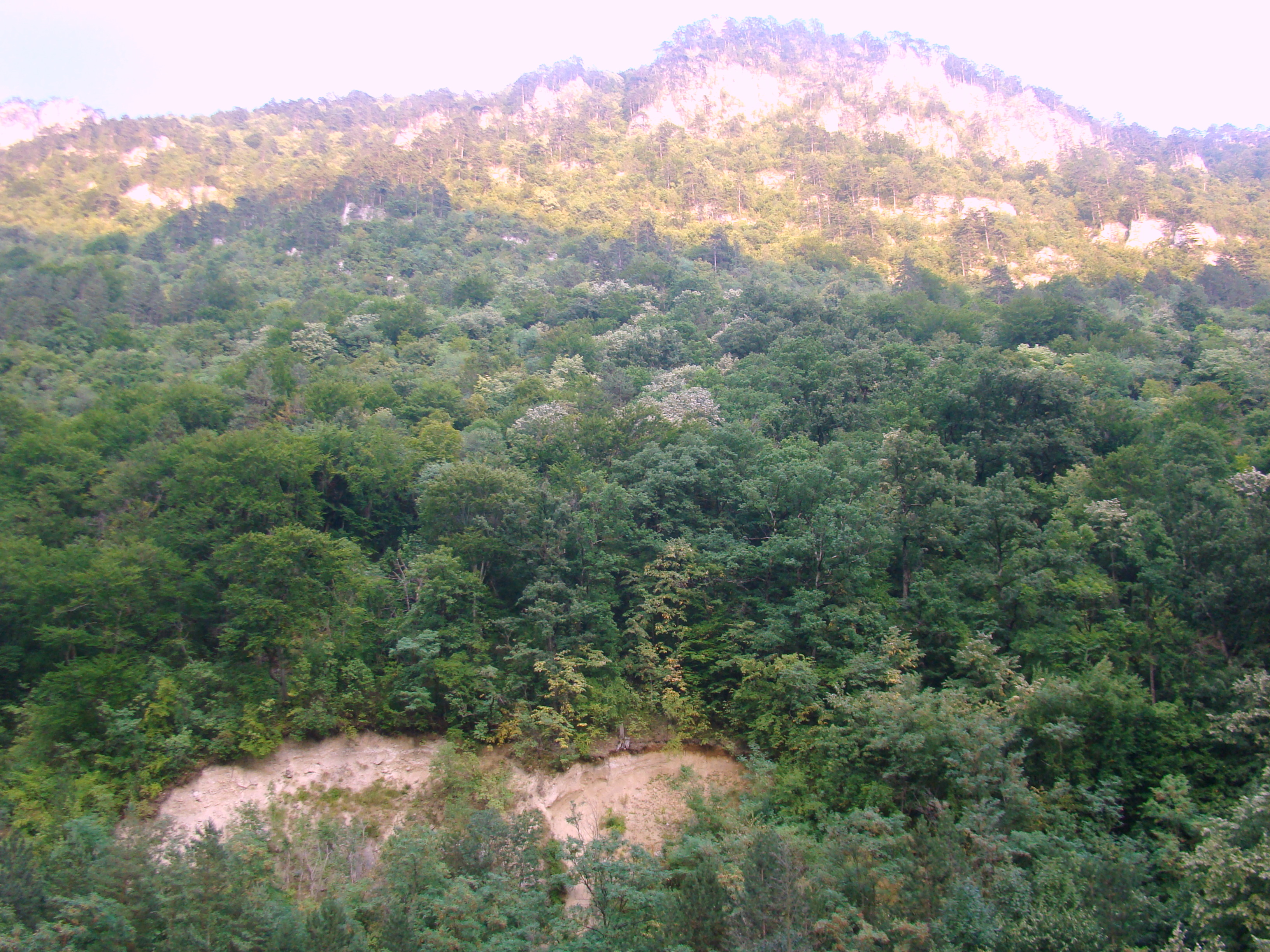
Masivul Domogled

## Descriere
Prima propunere de instituire a Parcului Național Domogled - Valea Cernei a avut loc în anul 1990, acesta urmând să fie declarat arie protejată prin Legea nr.5 din 6 martie 2000 (privind aprobarea Planului de amenajare a teritoriului național - Secțiunea a III-a - zone protejate). 
În anul 2003 prin Hotărârea de Guvern nr. 230 din 4 martie (privind delimitarea rezervațiilor biosferei, parcurilor naționale și parcurilor naturale și constituirea administrațiilor acestora) se restabilesc limitele și suprafața acestuia (61.211 ha).
Din punct de vedere geografic, parcul se întinde peste bazinul râului Cerna, de la obârșie până la confluența cu râul Belareca, peste masivul Munților Godeanu și al Munților Cernei (pe versantul drept) și respectiv Munților Vâlcanului și Munților Mehedinți pe versantul stâng.
În iulie 2009, membrii mai multor organizații ecologiste au protestat împotriva reluării lucrărilor la tronsonului de 19 kilometri de șosea care urmează să fie construiți în continuarea drumului național, prin Parcul Național Domogled-Valea Cernei.
Aceștia susțin că șoseaua care ar urma să tranziteze aria protejată printr-o zonă aproape virgină, ar duce la distrugerea ecosistemului.
Parcul național reprezintă o zonă montană (cu stâncării, abrupturi calcaroase, vârfuri, doline, lapiezuri, peșteri, avene , grohotișuri, chei, cascade, ponoare, pajiști și păduri); în arealul căruia sunt incluse rezervațiile naturale: Coronini - Bedina, Rezervația Domogled, Iardașița, Iauna - Craiova, Peștera Bârzoni, Cheile Corcoaiei, Ciucevele Cernei, Piatra Cloșanilor, Vârful lui Stan și Valea Țesna.
Aria naturală dispune de mai multe tipuri de habitate (Păduri de fag (Symphyto-Fagion), Păduri de fag de tip Asperulo-Fagetum, Păduri medio-europene de fag din Cephalanthero-Fagion, Păduri aluviale cu Alnus glutinosa și Fraxinus excelsior (Alno-Padion, Alnion incanae, Salicion albae), Păduri acidofile de Picea abies din regiunea montana (Vaccinio-Piceetea), Păduri ilirice de Fagus sylvatica (Aremonio-Fagion), Păduri din Tilio-Acerion pe versanți abrupți, grohotișuri și ravene, Păduri de fag de tip Luzulo-Fagetum, Păduri ilirice de stejar cu carpen (Erythronio-Carpiniori), Tufărișuri alpine și boreale, Tufărișuri subcontinentale peri-panonice, Pajiști calcifile alpine și subalpine, Pajiști cu Molinia pe soluri calcaroase, turboase sau argiloase (Molinion caeruleae), Pajiști panonice de stâncrii (Stipo-Festucetalia pallentis), Pajiști uscate seminaturale și faciesuri cu tufărișuri pe substrat calcaros (Festuco Brometalia), Comunități rupicole calcifile sau pajiști bazifite din Alysso-Sedion albi, Comunități de lizieră cu ierburi înalte higrofile de la nivelul câmpiilor, până la cel montan și alpin, Grohotișuri medio-europene calcaroase ale etajelor colinar și montan, Grohotișuri silicioase din etajul montan până în cel alpin (Androsacetalia alpinae și Galeopsietalia ladani), Fânețe montane, Peșteri în care accesul publicului este interzis, Izvoare petrifiante cu formare de travertin (Cratoneurion), Versanți stâncoși cu vegetație chasmofitică pe roci calcaroase, Vegetație forestieră sub-mediteraneeană cu endemitul Pinus nigra ssp. banatica și Vegetație herbacee de pe malurile râurilor montane) ce adăpostesc o gamă diversă de floră și faună specifică lanțului carpatic al Munților Retezat-Godeanu.

## Faună și floră

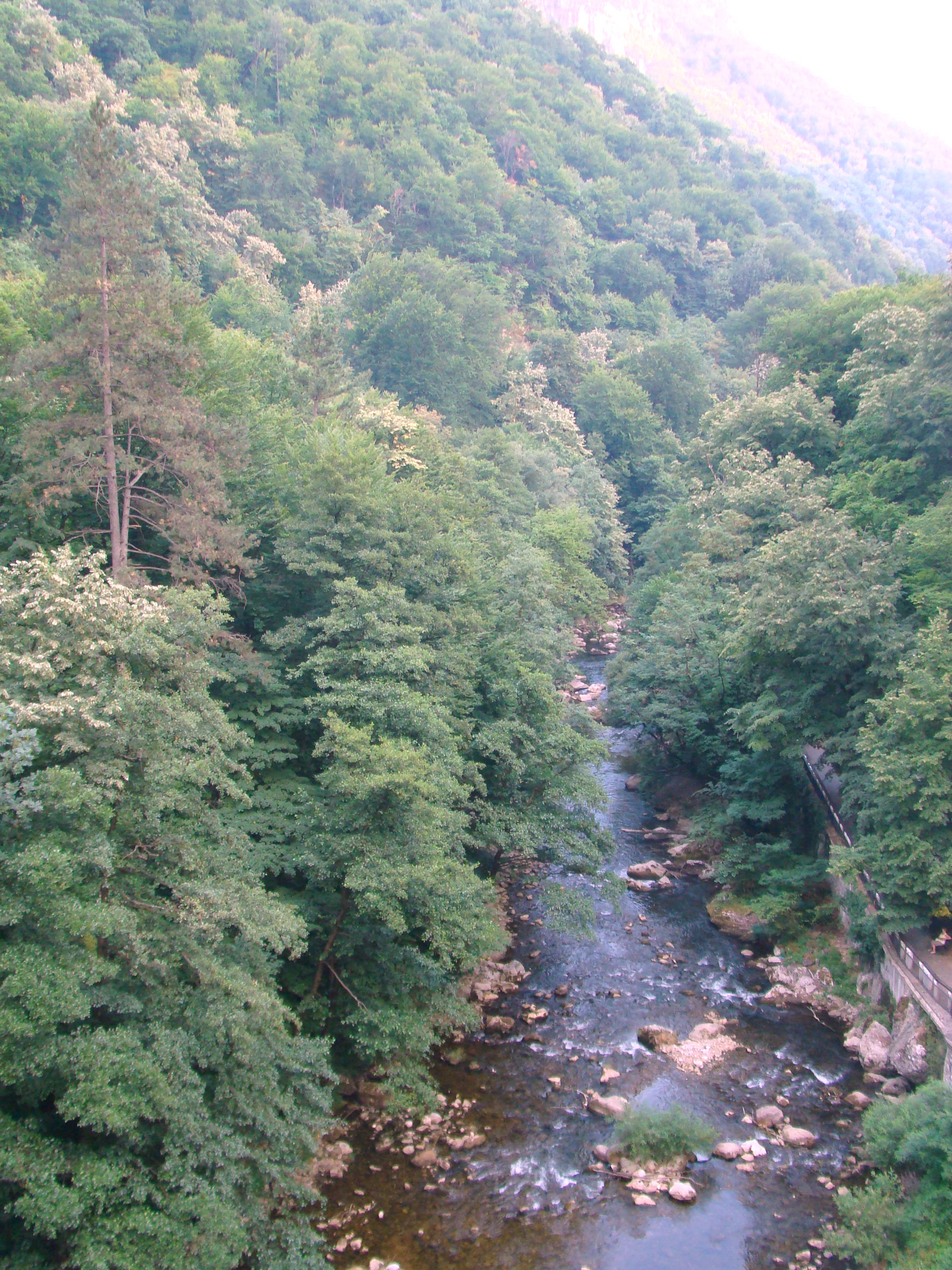
Cerna aproape de ieșirea din defileu

Parcul național se suprapune atât sitului de importanță comunitară - Domogled - Valea Cernei cât și ariei de protecție specială avifaunistică omonime, la baza desemnării cărora aflându-se câteva specii faunistice și floristice enumerate în anexa I-a a Directivei Consiliului European 92/43/CE din 21 mai 1992 (privind conservarea habitatelor naturale și a speciilor de faună și floră sălbatică).

### Mamifere, reptile, amfibieni, insecte
Fauna protejată a parcului are în componență 14 specii de mamifere: urs brun (Ursus arctos, lup cenușiu (Canis lupus), râs eurasiatic (Lynx lynx), vidra de râu (Lutra lutra), liliacul cu aripi lungi (Miniopterus schreibersi), liliacul mare cu potcoavă (Rhinolophus ferrumequinum), liliacul cărămiziu (Myotis emarginatus), liliacul cu urechi mari (Myotis bechsteini), liliacul cu potcoavă a lui Blasius (Rhinolophus blasii), liliacul mediteranean (Rhinolophus euryale), liliacul mic cu potcoavă (Rhinolophus hipposideros), liliacul comun (Myotis myotis), liliacul cu urechi de șoarece (Myotis blythii) și liliacul cu picioare lungi (Myotis capaccinii); o reptilă și un amfibian: broasca-țestoasă de uscat (Testudo hermanni) și ivorașul-cu-burta-galbenă (Bombina variegata); șase specii de pești: 
porcușorul de vad (Gobio uranoscopus), zglăvoacă (Cottus gobio), dunăriță (Sabanejewia aurata), avat (Aspius aspius), mreană vânătă (Barbus meridionalis) și chișcarul (Eudontomyzon danfordi); precum și 22 specii de nevertebrate:
gândacul cu aripi scurte (Oxyporus mannerheimii), gândacul auriu (Buprestis splendens), cărăbuș (Carabus variolosus), gândacul sihastru (Osmoderma eremita), gândacul de apă ( Rhysodes sulcatus), cosașul-de-munte-cu-picioare-roșii (Odontopodisma rubripes), cosașul transilvan (Pholidoptera transsylvanica), șapte fluturi (din speciile: Leptidea morsei, Nymphalis vaualbum, Gortyna borelii lunata, Euphydryas maturna, Maculinea teleius, Lycaena dispar , Callimorpha quadripunctaria), calul-dracului (o libelulă din specia Cordulegaster heros), rădașca ( Lucanus cervus), croitorul mare al stejarului (Cerambyx cerdo ), croitorul cenușiu al stejarului (Morimus funereus), croitorul alpin (Rosalia alpina), greier (Paracaloptenus caloptenoides), melcul cerenat bănățean (Chilostoma banaticum) și racul de ponoare (Austropotamobius torrentium).

### Păsări
Specii de păsări (enumerate în anexa I-a a Directivei Consiliului European 147/CE din 30 noiembrie 2009, privind conservarea păsărilor sălbatice) protejate semnalate în arealul parcului: fâsă de munte (Anthus spinoletta), fâsă de pădure (Anthus trivialis), acvila de munte (Aquila chrysaetos), caprimulg (Caprimulgus europaeus), șerpar (Circaetus gallicus), porumbel de scorbură (Columba oenas), cuc (Cuculus canorus), ciocănitoarea de grădină (Dendrocopos syriacus), ciocănitoare cu spate alb (Dendrocopos leucotos), ciocănitoare neagră (Dryocopus martius), presura de grădină (Emberiza hortulana), șoim călător (Falco peregrinus), muscar (Ficedula parva), muscar-gulerat (Ficedula albicollis), sfrâncioc roșiatic (Lanius collurio), ciocârlie-de-pădure (Lullula arborea), viespar (Pernis apivorus) sau ciocănitoarea verzuie (Picus canus)

### Ierburi și flori

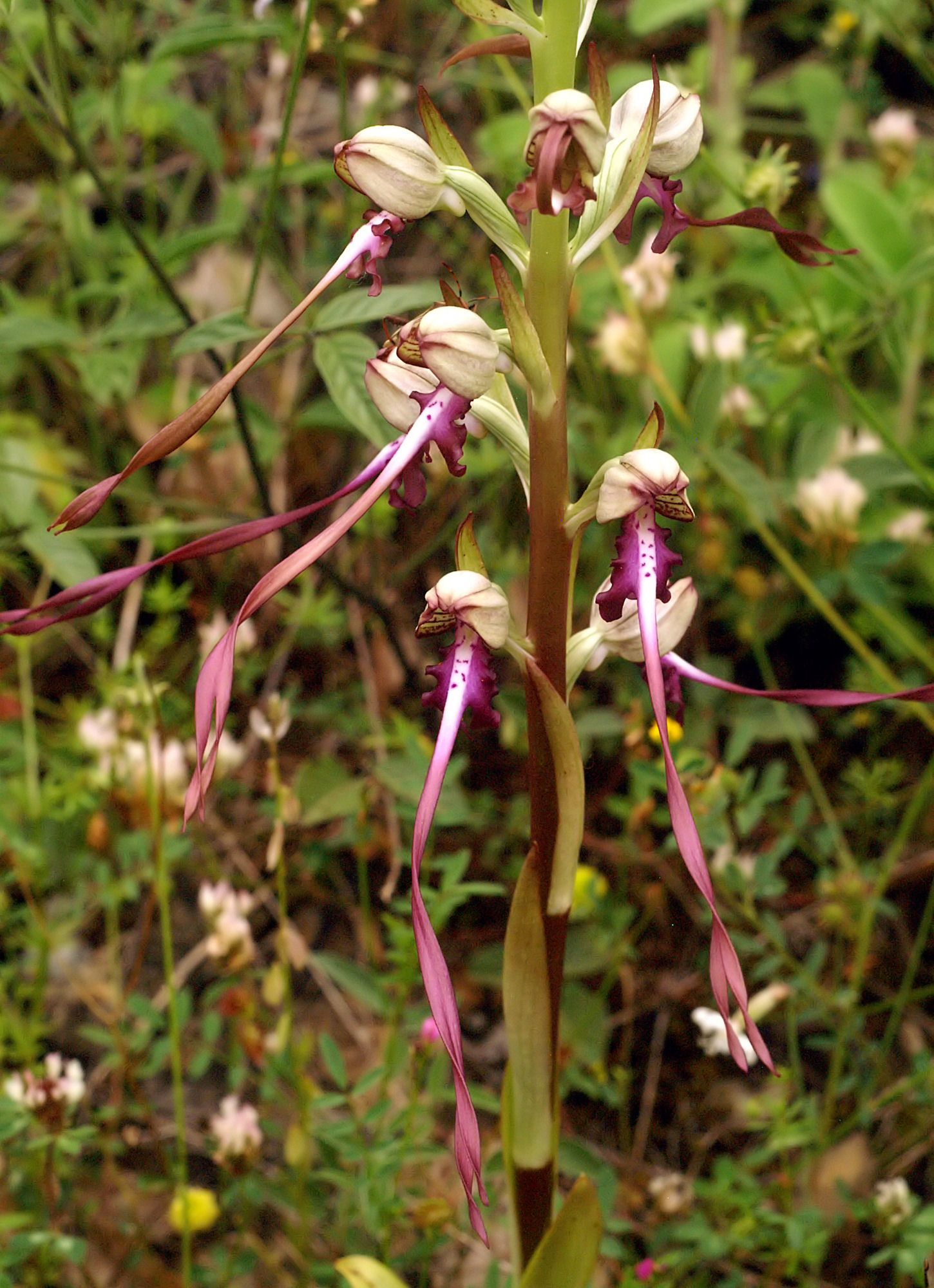
Ouăle-popii (Himantoglossum caprinum)

La nivelul ierburilor sunt întâlnite trei specii de plante (incluse în aceeași anexă a Directivei Europene): papucul doamnei (Cypripedium calceolus), ouăle popii (Himantoglossum caprinum) și clopoțelul de munte (Campanula serrata); care vegetează alături de alte rarități floristice, printre care: talpa-ursului (Acanthus longifolius), brie (Athamanta turbith ssp. hungarica), tășculiță (Aethionema saxatile), iarbă-mare (Achnatherum calamagrostis), albăstreaua de munte (Centaurea pinnatifida), pesmă (Centaurea atropurpurea), clopoțeii Cazanelor (Campanula crassipes), cornul bănățean (Cerastium banaticum), căpșuniță (Cephalanthera damasonium), orhidee (cu specii de: Cephalanthera longifolia, Dactylorhiza cordigera), căpșuniță-roșie (Cephalanthera rubra), garofiță de munte (Dianthus tenuifolius), garoafă (din speciile: Dianthus kitaibelii, Dianthus giganteus ssp. banaticus), garofiță albă de stânci (Dianthus spiculifolius), lalea pestriță (Fritillaria orientalis), sânzienă roșie (Galium purpureum), mlăștiniță (Epipactis helleborine), crin de pădure (Linum uninerve), moșmon (Micromeria pulegium), odogaci (Saponaria glutinosa), punguliță (Thlaspi dacicum ssp. banaticum), băieței (Veronica spicata ssp. crassifolia) sau aerel (Ferula heuffelii).

## Căi de acces
- Drumul național DN6 pe ruta: Caransebeș - Bucoșnița - Armeniș - Domașnea - Plugova - drumul județean DJ608 - Podara - Cornereva - Studena.

## Monumente și atracții turistice
În vecinătatea parcului se află numeroase obiective (lăcașuri de cult, situri arheologice) de interes istoric, cultural și turistic; astfel:
- Biserica "Schimbarea la Față" din Băile Herculane, construcție secolul al XIX-lea, monument istoric.
- Biserica romano-catolică "Sf. Maria" din Băile Herculane, construcție 1838, monument istoric.
- Biserica de lemn "Sf. Voievozi" din Balta, construcție secolul al XVIII-lea, monument istoric.

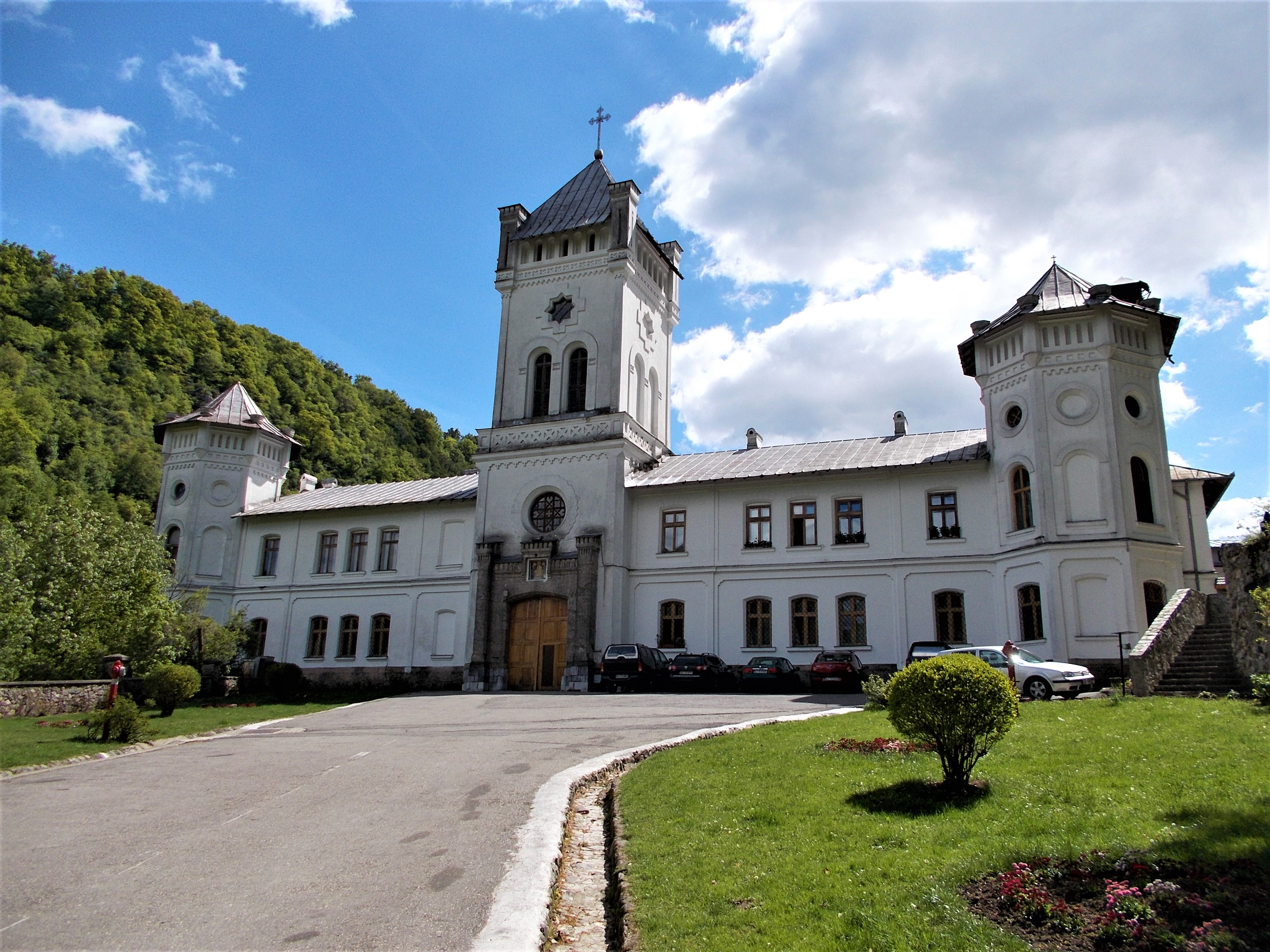
Mănăstirea Tismana

- Ansamblul Mănăstirii Tismana (Biserica "Adormirea Maicii Domnului", Paraclisul "Sf. Ilie", Stăreție, chilii și turn-clopotniță), construcție 1337, monument istoric.
- Ansamblu schitului Cioclovina de Jos (Biserica "Sf. Voievozi", Stăreție, chilii) din Tismana, construcție 1715, monument istoric.
- Biserica de lemn "Sf. Voievozi"  (construcție 1783, ref. 1823, pictată 1867, 1892), monument istoric.
- Biserica de lemn "Sf. Nicolae" din Mălărișca, construcție 1875, monument istoric.
- Biserica "Sf. Ilie" din Podeni, construcție 1859, monument istoric.
- Biserica de lemn "Adormirea Maicii Domnului" din Prejna, construcție 1808, monument istoric.
- Biserica de lemn "Sf. Arhangheli" din Sofodea, construcție 1853-1854, monument istoric.
- Biserica de lemn "Sf. Gheorghe" din Turdaba, construcție 1829, monument istoric.
- Biserica " Sf. Atanasie și Chiril" din Padeș, construcție 1883, monument istoric.
- Ansamblul de mori (Moara lui Lazăr Boască, Vâltoarea lui Nicolae Nemeș, Moara lui Nicolae Nemeș, Moara Popeștilor, Moara de la Pod, Moara lui Nistor Gherescu, Moara lui Nicolae Brânzei, Moara lui Adam Gherescu, Moara și vâltoarea Poloieștilor) din comuna Cornereva, construcție secolul al XX-lea, monumente istorice.
- Ansamblul de mori (Moara de la Pod, Moara lui Dămșescu, Moara lui Hașca, Moara lui Șandru, Moara lui Jargea, Moara lui Ion Boartă) din Topoleț, construcție secolul al XX-lea, monumente istorice.
- Ansamblurile ("Piața Hercules" - etapa grănicerească, "Strada Cerna", ansamblurile I, II și III) de arhitectură balneară de la Băile Herculane.
- Situl arheologic de la Zăvoi (sec. II - III p. Chr., Epoca romană).
- Situl arheologic de la Voislova (sec. II - III p. Chr., Epoca romană).
- Situl arheologic de la Băile Herculane (Epoca medievală, Epoca daco-romană, Hallstatt, Epoca bronzului, Neolitic).
- Via Transilvanica este un traseu de drumeții tematice, cu o lungime totală de 1.262 de kilometri, care începe la Putna, Suceava, trece prin Parcul Național Domogled - Valea Cernei și se termină la Drobeta Turnu‑Severin, la Podul lui Traian.